# DR-Baureihe ET 125
Die ab 1941 so bezeichnete Baureihe ET 125, später an die Baureihe 276.0 (DR) und 277 (477) angepasst, waren elektrische Triebwagen, die für eine besondere schnell zu befahrende S-Bahn-Verbindung im Gleichstrom-Netz von Berlin 1934/35, 1936 und 1938 gebaut wurden. Die Wagen waren im Volksmund auch unter dem Namen Bankierzüge bekannt. Sie wurden nach dem Krieg, mit dessen Ende die Schnellfahrten eingestellt und nicht wieder aufgenommen wurden, umgebaut und der Baureihe ET/EB 166 angepasst. Unter anderem verloren sie 1949/50 die leistungsfähigeren Fahrmotoren. Ab den 1970er Jahren wurden sie in das Modernisierungsprogramm einbezogen und in Baureihe 277 (nach 1991 477/877) umgebaut. In diesem Zustand verkehrten sie bis 2003 im Berliner S-Bahn-Netz.

## Geschichte

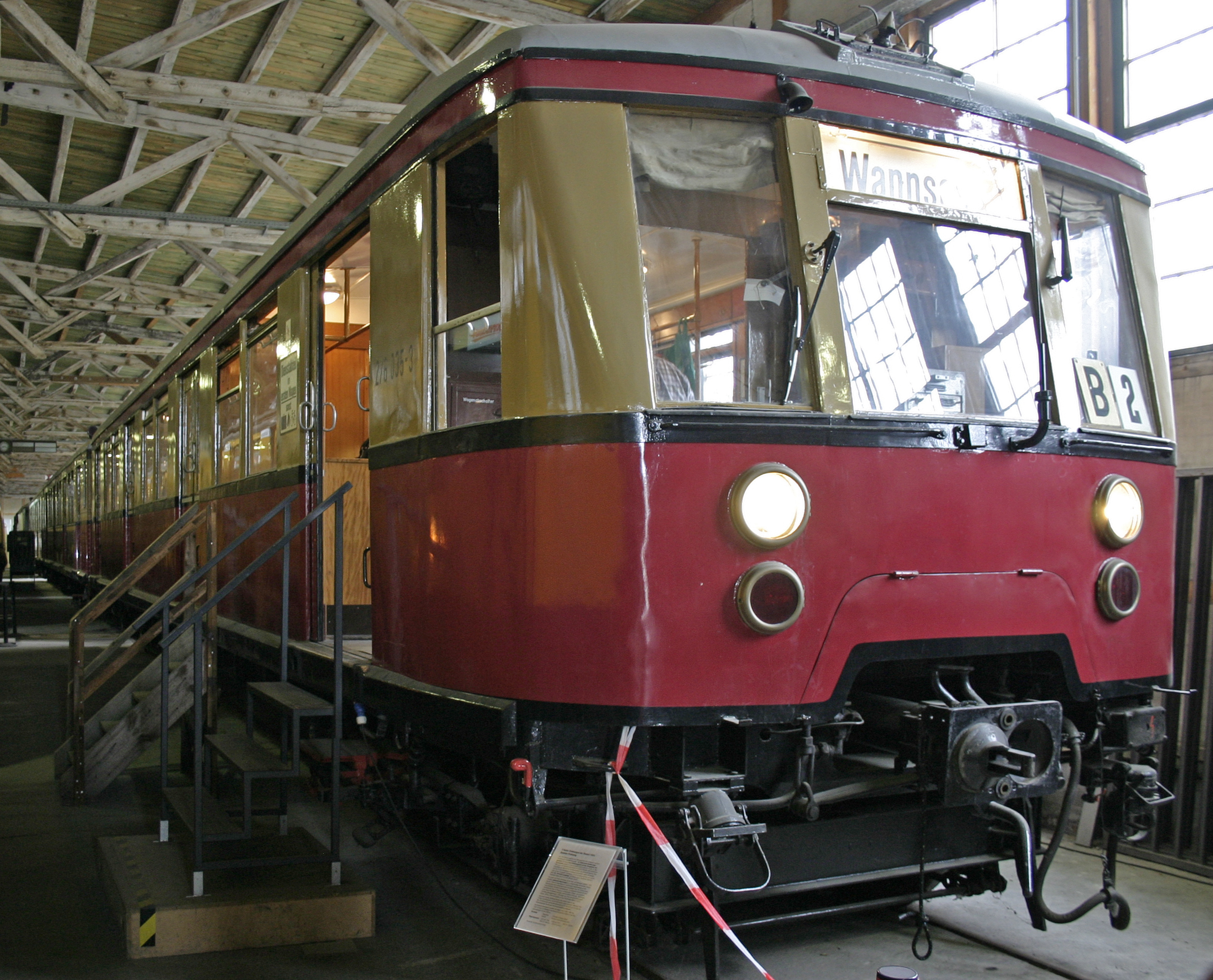
Bankier-Probezug elT 4501 (ab 1941: ET 125 001) in der Fahrzeugsammlung des Deutschen Technikmuseums Berlin, 2018

Mit der Umstellung der Wannseebahn auf elektrischen Betrieb im Jahr 1933 sollten auch die Bankierzüge zwischen dem Potsdamer Bahnhof und Wannsee elektrisch gefahren werden. Bei den Bankierzügen handelte es sich um Vorortzüge, die ohne Halt zwischen dem Potsdamer (Fern-)Bahnhof und dem Bahnhof Zehlendorf und weiter mit Unterwegshalt nach den südwestlichen Villenvororten Berlins verkehrten und in Wannsee endeten.
In Zehlendorf hielten die Bankierzüge am Bahnsteig der Stammbahn. Südlich des Bahnhofs wechselten sie auf die Vorortgleise der Alten Wannseebahn, der Teilstrecke über Zehlendorf West (heute Mexikoplatz), Schlachtensee und Nikolassee nach Wannsee, um dort an jedem Bahnhof dieser Villenvororte zu halten.
Für die Überleitung der von Wannsee kommenden Züge Richtung Berlin über die Stammbahngleise am Bahnhof Zehlendorf wurde ein Brückenbauwerk errichtet, nachdem zunächst lediglich eine niveaugleiche Kreuzung bestand.
Die Bankierzüge waren ein zusätzliches Angebot der Eisenbahn während des Berufsverkehrs der Geschäftsleute zu den Zügen der Wannseebahn. Im Abschnitt Potsdamer Bahnhof–Zehlendorf fuhren sie auf den Ferngleisen im Mischverkehr unter anderem mit den Schnellzügen Berlin–Magdeburg.
Im Rahmen der Elektrifizierung der Wannseebahn 1933 war es nur logisch, auch die – bereits seit 1903 verkehrenden – dampfbetriebenen Bankierzüge auf elektrischen Betrieb umzustellen. Deshalb wurden auch die Gleise der von den Bankierzügen befahrenen Stammbahn (inklusive der Verbindungsgleise in Zehlendorf) auf elektrischen Betrieb umgestellt.
Weiterhin musste eine neue Fahrzeugbaureihe geschaffen werden, mit der auf der einen Seite auf dem Abschnitt von Potsdamer Bahnhof bis Zehlendorf die Reisegeschwindigkeit deutlich erhöht werden konnte, auf der anderen auch der Abschnitt Zehlendorf bis Wannsee im Mischverkehr mit den herkömmlichen S-Bahnzügen befahren werden konnte.
Diesen Forderungen entsprechend entstand zunächst ein Probezug aus vier Viertelzügen (Bauart 1934, geliefert 1935; DR-Nummern esT 3796 / es 6308, esT 3797 / es 6306, esT 3798 / es 6309, esT 3799 / es 6307; ab 1936 esT 4501–4504 / es 6501–6504; ab 1938 esT 4501–4504 / es 8501–8504; ab 1941 DR-Nummern ET/EB 125 001–004). Ihm folgte eine Serie von zehn Viertelzügen (Bauart 1935 a, geliefert 1936; DR-Nummern esT 4505–4508 / es 6505–6508; ab 1938 esT 4505–4514 / es 8505–8514; ab 1941 DR-Nummern ET/EB 125 005–014) sowie 1938 nochmals vier Viertelzüge (Bauart 1937 I, DR-Nummern esT 4515–4518 / es 8515–8518; DR-Nummern ET/EB 125 015–018). Alle drei Serien waren für eine Höchstgeschwindigkeit von 120 km/h ausgelegt.
Für die in der Sekundärliteratur oft verbreitete Behauptung, die Züge wären für eine nennenswert höhere Geschwindigkeit von mehr als 120 km/h ausgelegt gewesen, gibt es keinen Beleg. Die Deutsche Reichsbahn unterzog die Viertelzüge einer ausgedehnten Erprobung. Unter anderem untersuchte sie das Zusammenspiel von Stromabnehmern und Stromschiene bei hohen Geschwindigkeiten sowie der Fahrsperreneinrichtung. Mit der zuletzt gelieferten Serie unternahm die Deutsche Reichsbahn um 1939/40 Versuche für eine induktive Zugbeeinflussung auf den Stammbahngleisen.
Die Höchstgeschwindigkeit von bis zu 120 km/h wurde ab 1938 für zwei Wagenzüge der Bauart 1935 a genehmigt (der dritte Umlauf war ein Zug für 80 km/h, der nur am Vormittag auf der Bankierstrecke fuhr) und konnte nur auf den Ferngleisen zwischen Potsdamer Bahnhof und Zehlendorf gefahren werden. 1939 gab es stadteinwärts 14 Zugfahrten (vormittags sogar im Zwanzigminutentakt), während stadtauswärts nur nachmittags sieben Zugfahrten im Stundentakt fuhren. Die Züge benötigten zwischen Zehlendorf und Berlin Potsdamer Bahnhof nur elf Minuten, die regulären S-Bahnzüge mit 20 Minuten rund doppelt so lang (Kursbuch Sommer 1939). Dieser Schnellverkehr wurde bis Anfang 1945 betrieben. Diese Zeiten wurden bis heute nie wieder erreicht. Derzeit (2021) benötigt die S-Bahn von Zehlendorf bis zum Potsdamer Platz 23 Minuten.
Ab 1941 wurden die Baureihe als ET/EB 125 bezeichnet. Die Züge der Baureihe ET/EB 125 wurden nicht nur auf den beschleunigten Umläufen eingesetzt, sondern auch im normalen S-Bahn-Verkehr auf der Wannseebahn.
1949 wurde die Baureihe ET/EB 125 an die Baureihe ET/EB 166 angepasst und erhielt unter anderem die üblichen Fahrmotoren der Bauart GBM 700 mit einer Leistung von 90 kW. Sie wurden in der Reihenfolge ihres Umbaues als ET/EB 166 035 bis 052 eingereiht. 1970 wurden die Wagen in die Baureihe 276.0 umbezeichnet. Sie waren fast alle im Bw Wannsee im damaligen West-Berlin beheimatet. Allerdings verringerte sich der Bestand der Baureihe 276 und damit der »Bankierzüge« im Bw Wannsee bereits seit Anfang 1979 deutlich. Nach dem Berliner S-Bahnstreik 1980 wurden die verbliebenen Züge vom Bw Wannsee abgezogen und fortan im Ostteil der Stadt eingesetzt. Im Reichsbahnausbesserungswerk Schöneweide wurden sie zusammen mit den übrigen Fahrzeugen der Baureihe 276.0 einer Rekonstruktion unterzogen und in die Baureihe 277 (ab 1992: 477/877) eingeordnet. Davon ausgenommen war der Probezug der Bauart 1934 wegen der abweichenden Untergestelle.

## Verbleib

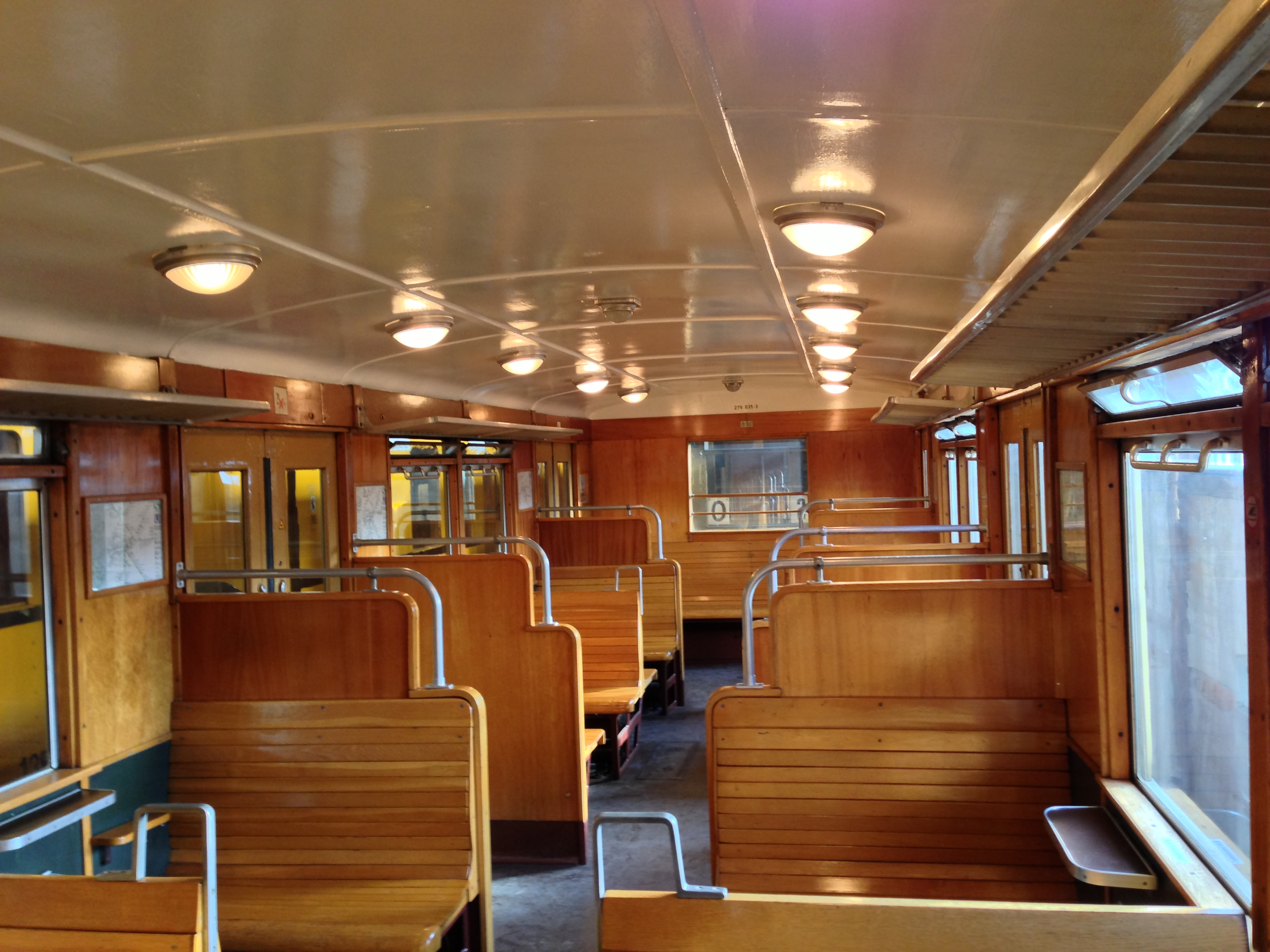
Innenraum des Probezugs

Erhalten geblieben sind zwei Viertelzüge des Probezuges von 1935:
- Ein Trieb- und ein Beiwagen (276 035/036 ex ET/EB 125 001) wurden Anfang der 1990er Jahre von einer Privatperson gekauft. Der Triebwagen 276 035 ging im Jahr 1994 als Dauerleihgabe an das Deutsche Technikmuseum Berlin. Der Beiwagen war bis November 2016 in der Triebwagenhalle Hundekehle abgestellt und anschließend im Eisenbahnpark Wendisch Rietz. Am 6. September 2019 traf auch der Beiwagen 276 036 als Leihgabe[1] im Technikmuseum ein. Somit befindet sich nun das vollständige Viertel des ersten Probezugs der Bauart Bankier dort.[2]

- Der andere Viertelzug wurde vom Verein Historische S-Bahn Berlin betreut (276 031/032 ex ET/EB 166 047 ex ET/EB 125 003), aber wegen schlechtem Zustand und fehlender Erhaltungsmöglichkeiten 2016 verschrottet. Erhalten geblieben ist lediglich der Führerstandskopf des Triebwagens, welcher an der Außenwand der Twh Erkner aufgestellt ist.

## Technische Merkmale
In der betrieblichen, wagenbaulichen und elektrischen Grundkonzeption entsprachen die ET 125 weitgehend den beiden 1933 gelieferten Versuchsviertelzügen der Bauart Wannsee ET 165.8. Allerdings waren Wagenkasten und Drehgestelle komplette Schweißkonstruktionen (wobei die Blechwände nach wie vor eingenietet wurden), und die Wagenstirnpartie erhielt eine runde, elegantere Kopfform. Der Wagenkasten wurde wie bei den genannten Versuchsviertelzügen etwas über die Kopfstücke der Bodenrahmen hinweg verlängert, ohne in den Gesamtabmessungen im Vergleich zu anderen S-Bahnbaureihen länger zu werden. Es wurden nur Trieb- und Beiwagen gebaut, auf anfangs angedachte Steuerwagen wurde verzichtet.
An der Bauart 1934 erprobte die Reichsbahn verschiedene Komponenten: an je zwei Viertelzügen amerikanische Schwanenhalsdrehgestelle (1936 auf Regeldrehgestelle umgebaut), Soffitten- und Perlkettenbeleuchtung (später auf Regelausführung mit Opalglaslampen umgebaut), Normalheizung und Sauglüftung sowie Warmluftheizung mit kombinierter Lüftung (um 1940 auf Normalheizung und Sauglüftung umgebaut), lastabhängige Bremsanlage (später ausgebaut), Dämpfungsvorrichtung zur Verbesserung der Laufruhe auf geraden Strecken (zugunsten von Dämpfungspuffern am Kurzkupplungsende entfallen). Die vier Viertelzüge des Probezuges kamen wegen vieler technischer Mängel erst bis 1940 vollständig in den Betriebseinsatz.
Leicht abgewandelte Wagenkästen (geringfügig geänderte Maße, gefälligere Front mit besseren Proportionen) erhielten die Serie der Bauart 1935 a sowie die nahezu baugleichen Olympiazüge der Bauart 1935 (DR-Baureihe ET 166). Bei ihnen erprobte die Deutsche Reichsbahn Drehgestelle mit größerem Achsstand von 2600 mm (statt 2500 mm), was aber keine bessere Laufruhe brachte, weshalb man bei späteren Serien wieder zur Normalausführung zurückkehrte. Ebenso bewährte sich hier die lastabhängige Bremse nicht.
Die Bauarten 1934, 1935 und 1935 a besaßen eine separate Führerstandstür auf der Beimannseite. Bei späteren Serien der Vorkriegsproduktion (so bei den Bauarten 1937 I und II) verzichtete man wieder darauf, weil unter anderem das Personal über eindringenden Fahrtwind klagte.
Um eine Höchstgeschwindigkeit von 120 km/h zu ermöglichen, besaßen die Bankierzüge Fahrmotoren der Bauart GBM 710 mit 140 kW Stundenleistung, statt GBM 700 mit 90 kW wie bei den ET 165. Die Erhöhung der Geschwindigkeit wurde nicht über eine Änderung der Getriebeübersetzung, sondern über eine Erhöhung der Motordrehzahl bei gleichzeitiger Feldschwächung erreicht (1200 Umdrehungen pro Minute statt 800). Zudem änderte man die Steuerung von gebrochener Anfahrt (ET 165) auf eine halbgebrochene.